# Getting Atmosphere
Pour plus de détails, voir Fiche technique et Distribution.
Getting Atmosphere est un film muet américain réalisé par Hobart Bosworth et sorti en 1912.

## Fiche technique
- Titre : Getting Atmosphere
- Réalisation : Hobart Bosworth
- Scénario : Hobart Bosworth
- Photographie :
- Montage :
- Producteur : William Selig
- Société de production : Selig Polyscope Company
- Société de distribution : General Film Company
- Pays d'origine :  États-Unis
- Langue : Film muet avec les intertitres en anglais
- Métrage : 200 mètres
- Format : Noir et blanc — 35 mm — 1,33:1 — Muet
- Genre : Comédie
- Durée : 6 minutes 40
- Dates de sortie : 
  -  États-Unis : 25 octobre 1912
  -  Royaume-Uni : 16 janvier 1913

## Distribution
- Hobart Bosworth
- Phyllis Gordon
- Betty Harte
- Edward H. Philbrook
- Clay M. Greene
- Al Ernest Garcia
- Harry Ennis
- C.C. Fralick
- Elmer Clifton
- William Hutchinson
- Mrs L. Shaw